# Tomohiro Yamauchi
Tomohiro Yamauchi (født 5. september 1987) er en tidligere japansk fodboldspiller.
Han har spillet for flere forskellige klubber i sin karriere, herunder FC Gifu.